# Breux-Jouy
 Breux-Jouy  es una población y comuna francesa, ubicada en la región de Isla de Francia, departamento de Essonne, en el distrito de Étampes y cantón de Saint-Chéron.

## Demografía
| 541 | 676 | 783 | 908 | 1076 | 1259 |
| Para los censos de 1962 a 1999 la población legal corresponde a la población sin duplicidades (Fuente: INSEE [Consultar]) |     |     |     |      |      |